# Тенгвар

Напис «чорною говіркою» на Персні Влади виконаний літерами тенгвару

Те́нгвар (кв. Tengwar, «письмена») — вид писемності, який вигаданий Дж. Р. Р. Толкіном для використання у фантазійному світі Середзем'я.
Згідно з наративом, тенгвар розробив ельф Феанор на основі писемності кірт, створеної ельфом Румілом у Валінорі. Звідти ця писемність поширилася до Середзем'я, де була змінена для написання синдаріну та інших мов.
Тенгвар нагадує рунічні писемності Північної Європи та створений за їх прикладом. В основі всіх систем писемності Середзем'я лежить англосаксонський алфавіт футорк, що походить від германського футарка. Тенгваром записані основні мови Середзем'я, хоча кожна з них має свої особливості в написанні.
Толкін довів тенгвар до остаточного вигляду близько 1931 року. Алфавіт складається з 32 літер, кожна з яких має стовбур і гілки.
В мережі інтернет існують інструменти для запису тенгваром кириличних текстів, зокрема української мови. У 2016 році російська компанія Яндекс створила перекладач з української на вигадану ельфійську мову синдарин, записану тенгваром.